# Jinhua

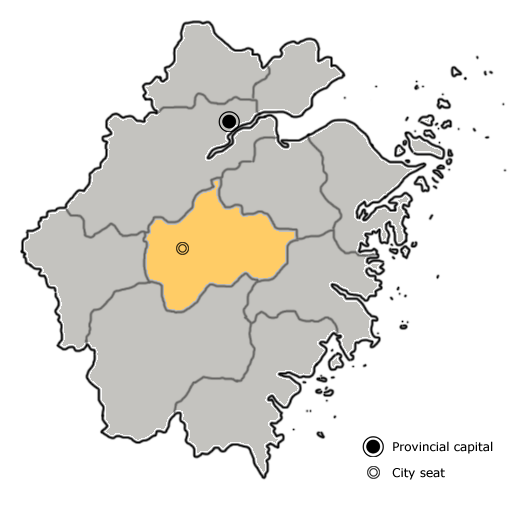
Lage Jinhuas (gelb) in Zhejiang

Jinhua (chinesisch 金华市, Pinyin Jīnhuá Shì) ist eine bezirksfreie Stadt im Zentrum der südostchinesischen Provinz Zhejiang. Die Wirtschaftsmetropole liegt etwa 300 Kilometer südlich von Shanghai in einem Tal. Jinhua hat 7.050.683 Einwohner (Stand: Zensus 2020) auf einer Fläche von 10.934 km². In dem eigentlichen städtischen Siedlungsgebiet von Jinhua leben 950.000 Menschen (Stand: 2020). Die Städte Yiwu, Dongyang und Yongkang gehören zu den 100 wirtschaftsstärksten Kreisstädten unter den 374 Kreisstädten Chinas.
Die Verbindung mit dem Umland erfolgt unter anderem mit der Überlandmetro Jinhua Rail Transit.

## Administrative Gliederung
Die bezirksfreie Stadt Jinhua setzt sich auf Kreisebene aus zwei Stadtbezirken, vier kreisfreien Städten sowie drei Kreisen zusammen. Diese sind (Stand: Zensus 2020):
- Stadtbezirk Wucheng (婺城区) Wùchéng Qū, 1.392 km², 957.055 Einwohner;
- Stadtbezirk Jindong (金东区) Jīndōng Qū, 658 km², 506.935 Einwohner;
- Stadt Lanxi (兰溪市) Lánxī Shì, 1.312 km², 574.801 Einwohner;
- Stadt Yongkang (永康市) Yǒngkāng Shì, 1.047 km², 964.203 Einwohner;
- Stadt Yiwu (义乌市) Yìwū Shì, 1.104 km², 1.859.390 Einwohner;
- Stadt Dongyang (东阳市) Dōngyáng Shì, 1.747 km², 1.087.950 Einwohner;
- Kreis Wuyi (武义县) Wǔyì Xiàn, 1.563 km², 462.462 Einwohner;
- Kreis Pujiang (浦江县) Pǔjiāng Xiàn, 916 km², 460.726 Einwohner;
- Kreis Pan’an (磐安县) Pán'ān Xiàn, 1.195 km², 177.161 Einwohner.

## Partnerstädte
- Düren in NRW, Deutschland (seit 2002)[4]
- Hollabrunn in Niederösterreich, Österreich[5]

## Söhne und Töchter der Stadt
- Ai Qing (1910–1996), Dichter und Maler, Vater von Ai Weiwei
- Ai Xuan (* 1947), Maler
- Kongjian Yu (* 1963), Landschaftsarchitekt und Hochschullehrer
- Xu Yuhua (* 1976), Schachspielerin und ehemalige Schachweltmeisterin

## Sehenswürdigkeiten
Der Amtssitz des Prinzen Shi (Li Shixian 李世贤) des Himmlischen Reiches des Großen Friedens (Taiping tianguo) (Taiping tianguo Shiwang fu 太平天国侍王府), die Haupthalle des Tianning-Tempels (Tianning si dadian 天宁寺大殿), die Stätte des Tiedian-Keramikbrennofens und die buddhistische Steinsäule des Falong-Tempels (Falong si jingchuang 法隆寺经幢) stehen auf der Liste der Denkmäler der Volksrepublik China.